# Three Points
Three Points – jednostka osadnicza w Stanach Zjednoczonych, w stanie Arizona, w hrabstwie Pima.